# Rasm Al-Ahmar
Rasm Al-Ahmar (tiếng Ả Rập: رسم الأحمر) là một ngôi làng Syria nằm ở phó huyện Al-Saan ở huyện Salamiyah, Hama. Theo Cục Thống kê Trung ương Syria (CBS), Rasm Al-Ahmar có dân số 754 người trong cuộc điều tra dân số năm 2004.